# Diócesis de Kandi
La diócesis de Kandi (en latín: Dioecesis Kandina y en francés: Diocèse de Kandi) es una circunscripción eclesiástica de la Iglesia católica en Benín. Se trata de una diócesis latina, sufragánea de la arquidiócesis de Parakou. Desde el 29 de enero de 2000 su obispo es Clet Feliho.

## Territorio y organización
La diócesis tiene 26 242 km² y extiende su jurisdicción sobre los fieles católicos de rito latino residentes en el departamento de Alibori.
La sede de la diócesis se encuentra en la ciudad de Kandi, en donde se halla la Catedral de Nuestra Señora del Carmen.
En 2021 en la diócesis existían 14 parroquias.

## Historia
La diócesis fue erigida el 19 de diciembre de 1994 con la bula In apparando bismillesimo anno del papa Juan Pablo II, derivando el territorio de la diócesis de Parakou (hoy arquidiócesis).
Originalmente sufragánea de la arquidiócesis de Cotonú, el 16 de octubre de 1997 pasó a formar parte de la provincia eclesiástica de Parakou.

## Estadísticas
Según el Anuario Pontificio 2022 la diócesis tenía a fines de 2021 un total de 33 331 fieles bautizados.
| Año                                                                             | Población            | Población | Población      | Sacerdotes | Sacerdotes    | Sacerdotes    | Bautizados por sacerdote | Diáconos permanentes | Religiosos | Religiosos | Parroquias |
| Año                                                                             | Bautizados católicos | Total     | % de católicos | Total      | Clero secular | Clero regular | Bautizados por sacerdote | Diáconos permanentes | Varones    | Mujeres    | Parroquias |
| ------------------------------------------------------------------------------- | -------------------- | --------- | -------------- | ---------- | ------------- | ------------- | ------------------------ | -------------------- | ---------- | ---------- | ---------- |
| 1999                                                                            | 8665                 | 445 449   | 1.9            | 14         | 7             | 7             | 618                      |                      | 7          | 24         | 9          |
| 2000                                                                            | 10 442               | 405 599   | 2.6            | 15         | 8             | 7             | 696                      |                      | 7          | 22         | 9          |
| 2001                                                                            | 10 817               | 490 090   | 2.2            | 20         | 12            | 8             | 540                      |                      | 8          | 22         | 9          |
| 2002                                                                            | 11 224               | 490 090   | 2.3            | 18         | 10            | 8             | 623                      |                      | 9          | 26         | 9          |
| 2003                                                                            | 22 841               | 494 630   | 4.6            | 16         | 9             | 7             | 1427                     |                      | 8          | 28         | 9          |
| 2004                                                                            | 13 010               | 510 738   | 2.5            | 13         | 9             | 4             | 1000                     |                      | 5          | 33         | 9          |
| 2006                                                                            | 138 000              | 540 000   | 25.6           | 19         | 12            | 7             | 7263                     |                      | 9          | 32         | 11         |
| 2010                                                                            | 154 000              | 607 000   | 25.4           | 21         | 14            | 7             | 7333                     |                      | 8          | 37         | 11         |
| 2011                                                                            | 159 000              | 627 000   | 25.4           | 23         | 18            | 5             | 6913                     |                      | 6          | 41         | 11         |
| 2013                                                                            | 23 896               | 636 315   | 3.8            | 18         | 13            | 5             | 1327                     |                      | 6          | 40         | 11         |
| 2016                                                                            | 27 863               | 700 197   | 4.0            | 21         | 15            | 6             | 1326                     |                      | 7          | 37         | 12         |
| 2019                                                                            | 32 208               | 1 330 898 | 2.4            | 32         | 24            | 8             | 1006                     |                      | 9          | 43         | 13         |
| 2021                                                                            | 33 331               | 1 389 304 | 2.4            | 38         | 27            | 11            | 877                      |                      | 12         | 44         | 14         |
| Fuente: Catholic-Hierarchy, que a su vez toma los datos del Anuario Pontificio. |                      |           |                |            |               |               |                          |                      |            |            |            |

## Episcopologio
- Marcel Honorat Léon Agboton † (19 de diciembre de 1994-29 de enero de 2000 nombrado obispo de Porto Novo)
- Clet Feliho, desde el 29 de enero de 2000